# Gérard de Nooijer
Gérard de Nooijer (Oost-Souburg, 4 aprile 1969) è un allenatore di calcio ed ex calciatore olandese, di ruolo difensore.

## Biografia
È il fratello gemello del calciatore Dennis de Nooijer inoltre è il padre di Bradley de Nooijer, a sua volta calciatore.